# Episteme facsiatrix
Episteme facsiatrix är en fjärilsart som beskrevs av John Obadiah Westwood 1848. Episteme facsiatrix ingår i släktet Episteme och familjen nattflyn. Inga underarter finns listade i Catalogue of Life.